# Šenkvice
Šenkvice jsou obec na Slovensku v okrese Pezinok. Obec vznikla v roce 1964 sloučením Malých a Velkých Čaníkovic. Žije zde přibližně 5 300 obyvatel. První písemná zmínka o vesnici pochází z roku 1256.

## Název
Šenkvice vznikla adaptaci pův. Čanikovce do němčiny.

## Historie
Okolí Šenkvic bylo osídleno již v období neolitu a pocházejí z něj nálezy ze starší doby bronzové i z římského období. První písemná zmínka o vesnici pochází z roku 1256. Obsahuje ji listina uherského krále Bély IV. Po pustošivém vpádu Tatarů chána Bátúa do Uherska v roce 1241 přišli na území patřící pezinskému panství němečtí kolonisté. Mezi roky 1462–1557 neexistuje o Šenkvicích žádná písemná zmínka.
Ve druhé polovině 16. století kolonizovali zdejší oblast Chorvati, kteří uprchli z domova před postupem Osmanů. Od roku 1647 vlastnili obec pezinští Pálffyové. 
První kostel byl v Šenkvicích postaven kolem roku 1350 v gotickém slohu. Po jeho požáru si chorvatští kolonisté postavili na stejném místě nový, který pak postupně rozšiřovali. V roce 1666 došlo k jeho radikální přestavbě prakticky do dochované podoby. Při ní byl kostel opevněn hradební zdí na obranu proti Turkům, kterou uzavírá velká brána, jejíž portál nese letopočet 1682.
V říjnu roku 1845 byla uvedena do provozu železniční trať Šenkvice–Pezinok.

## Přírodní poměry
Obec leží v dolině Stoličného potoka v Trnavské pahorkatině v nadmořské výšce 160 metrů. Nachází se 26 kilometrů východně od Bratislavy a šest kilometrů jihovýchodně od okresního města Pezinku. Prochází jí železniční trať Bratislava–Žilina.

## Pamětihodnosti

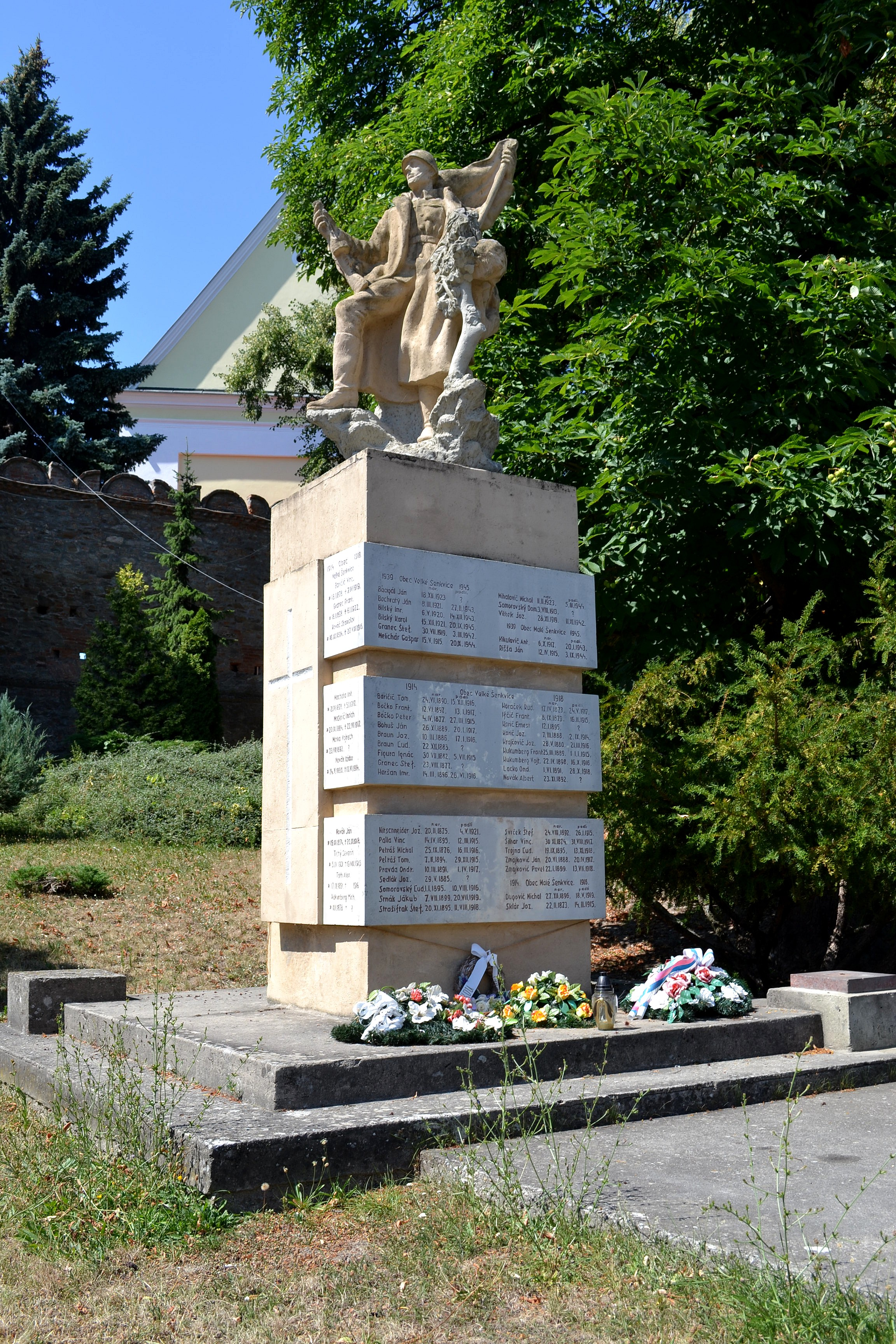
Některá jména na pomníku padlým odkazují na jihoslovanský původ osadníků

Ve vsi stojí římskokatolický kostel zasvěcený svatého Anně z roku 1584. Původně šlo o gotickou stavbu, jež byla později přestavovaná v renesančním a barokním slohu. Také hradební zeď kolem kostela s nárožními baštami je vybudována v renesančně-barokním slohu.
Další pamětihodnosti jsou socha svatého Urbana z roku 1723 ve vinohradech (zrestaurovaná v roce 2006), socha Nejsvětější Trojice z počátku 20. století a socha sv. Jana Nepomuckého.

Kaplička z roku 1888 je zasvěcená Panně Marii Sedmibolestné.

## Rodáci
- Ivan Bilský (1955–2016), fotbalista
- Jozef Figura (1906–2001), římskokatolický kněz, salesián, misionář (misionářem byl 65 let; Japonsko). [4] Je autorem knihy Spod Tatier pod Fujijamu.
- Anton Figura (1909–1996), římskokatolický kněz, salesián, misionář (misionářem byl 64 let; Kuba, Haiti, Dominikánská republika)
- Rudolf Granec (1931–1996), filmový režisér[5]
- Zdena Gruberová (1933–2017), herečka
- Ján Pravda (1934–2010), kartograf
- Milan Šavlík (1928–2003), architekt
- Milan Červenka (1999), podnikatel, filantróp, člen Euskadi Ta Askatasuna